# 崔肇师
崔肇师（503年—551年），清河郡东武城县（今河北省衡水市故城县）人，出自清河崔氏的清河青州房，北魏、东魏、北齐官员。

## 生平
崔肇师是北魏尚书仆射崔亮的孙子，北魏谏议大夫崔士泰的儿子，年轻时任性而为，成年后折节向善，变得谨慎敦厚。崔肇师涉猎经史，很有文才，承袭了父亲的爵位乐陵五等男，以开府东阁祭酒为起家官，转任司空外兵参军，升任大司马府记室参军。东魏天平初年，崔肇师转任通直侍郎，担任慰劳青州的使者，行径到至齐州境内，为当地贼寇崔迦叶等人俘虏，贼人打算逼迫崔肇师与他们一起造反。崔肇师坚守节操不动摇，并对贼人讲明祸福，贼人于是放了他，崔肇师得以巡行慰问青州后返回。元象年间，崔肇师多次以中舍人的身份接待南梁的使者，武定年间，又送南梁使者到徐州。返回后，朝廷敕令崔肇师修撰起居注，不久兼任通直散骑常侍，担任出使南梁的副使，改任中书舍人。崔肇师与堂弟崔乾亨住在一起，对待伯母非常恭谨。高澄曾经说崔肇师应该被诛杀，左右大臣询问原因，高澄说：“崔鸿撰写的《十六国春秋》叙述各处僭越政权却不叙述江东五朝。”左右大臣说：“崔肇师与崔鸿不是一个房支的。”高澄于是停止。北齐天保初年，崔肇师因为参与制定禅让的礼仪，被封为襄城县男，仍然兼任中书侍郎，天保二年（551年），崔肇师去世，虚岁四十九。当初邺城有个薛生，能够给人看相，给赵彦深看相后说他将要大贵，赵彦深果然从黄门侍郎升任秘书监。崔肇师于是向他询问自己的将来，薛生回答说：“您的门第虽然高，但是封爵官位赶不上赵彦深。”崔肇师不高兴，最终果然如薛生所说。

## 门第
崔肇师被释昙刚《山东士大夫类例》评定为甲姓中的第一甲门，与崔休兄弟相当，次于范阳卢氏和荥阳郑氏。

## 家族

### 子女
- 崔道淹，北齐安州总管府掾
- 崔氏，第三女，嫁太尉府参军事、员外散骑侍郎李公统[5]
- 崔氏，因为丈夫家犯法，被齐文宣帝高洋赐予魏收为妻[6][7]